# Überwachungssignal

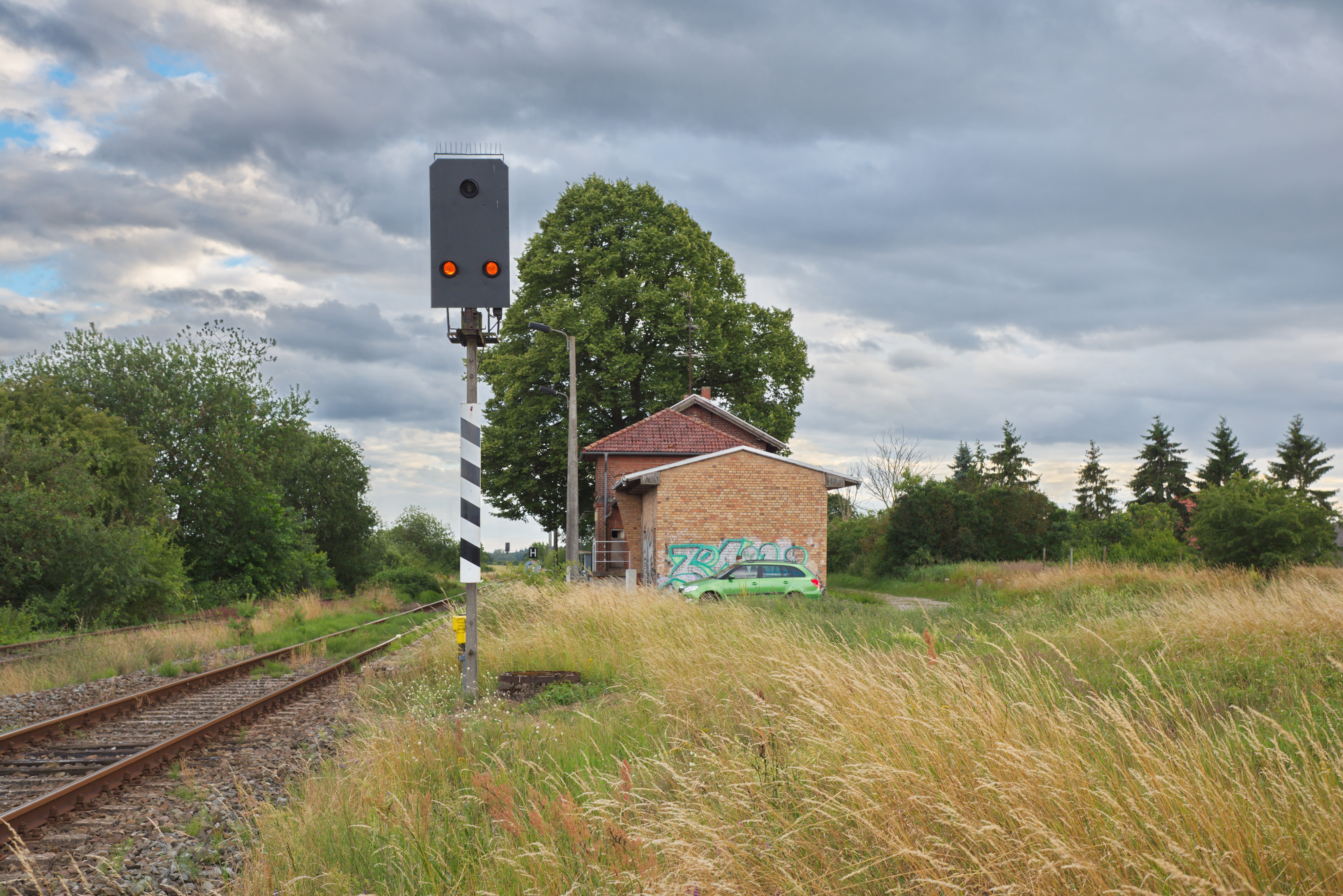
Überwachungssignal von WSSB einer Haltlichtanlage in Nossentin in Grundstellung (Signal Bü 0)

Ein Überwachungssignal (Abkürzung: Üs) ist ein Eisenbahnsignal, das dem Triebfahrzeugführer den Zustand und die Befahrbarkeit eines Bahnüberganges oder einer Rückfallweiche anzeigt.

## Bahnübergänge

### Deutschland
Überwachungssignale von Bahnübergangssicherungsanlagen stehen vor zugbedienten technisch gesicherten Bahnübergängen. Sie zeigen in Deutschland die Signale Bü 0 („Halt vor dem Bahnübergang! Weiterfahrt nach Sicherung“) und Bü 1 („Der Bahnübergang darf befahren werden“) aus der Gruppe der Signale für Bahnübergänge. Überwachungssignale werden im Geltungsbereich der ehemaligen Deutschen Bundesbahn durch das Signal Bü 2 – Rautentafel angekündigt, im Geltungsbereich der ehemaligen Deutschen Reichsbahn durch das Signal So 15 – Warntafel. Beide fordern den Triebfahrzeugführer auf, auf die Stellung des folgenden Überwachungssignales zu achten.
Bei der Deutschen Reichsbahn waren Signale für Wegübergänge der Gruppe der sonstigen Signale (So) zugeordnet, die früheren Signalbezeichnungen lauteten So 16a – Überwachungssignal einer Wegübergangssicherungsanlage („Der Wegübergang ist gesichert und darf mit unverminderter Geschwindigkeit befahren werden“) und So 16b – Überwachungssignal einer Wegübergangssicherungsanlage („Der Wegübergang ist nicht gesichert, er ist vorsichtig mit Schrittgeschwindigkeit zu befahren!“), bei dem der Bahnübergang ohne Halt vorsichtig mit Schrittgeschwindigkeit befahren werden durfte. Das Überwachungssignal selbst wurde auch kurz als So 16 bezeichnet.

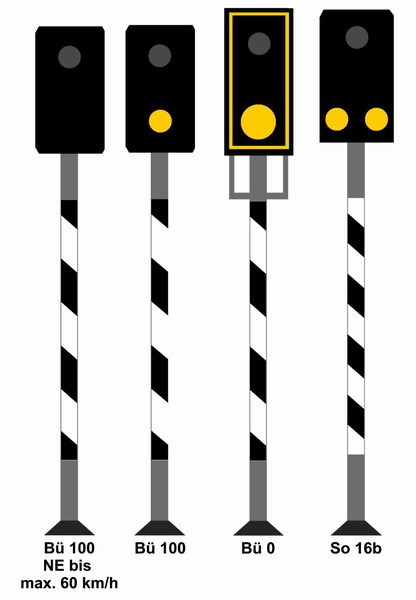
Mögliche Ausführungen des Signals Bü 0

In Grundstellung zeigt das Überwachungssignal das Signal Bü 0:
- Eine runde gelbe Scheibe in einer gelben Umrahmung über einem schwarz-weiß schräg gestreiften Mastschild (in der Regel im Bereich der ehemaligen Deutschen Bundesbahn) oder
- zwei waagerecht angeordnete gelbe Lichter bzw. rückstrahlende Scheiben über einem schwarz-weiß schräg gestreiften Mastschild (in der Regel im Bereich der ehemaligen Deutschen Reichsbahn; bei Gültigkeit für mehrere Bahnübergänge mit zwei Mastschildern nebeneinander, insofern keine Bü-Ankündetafeln und Bü-Kennzeichentafeln aufgestellt sind) oder
- ein gelbes Licht über einem schwarz-weiß schräg gestreiften Mastschild; das gelbe Licht kann bei nichtbundeseigenen Eisenbahnen auch entfallen (nur im Bereich der ehemaligen Deutschen Bundesbahn).

Mögliche Ausführungen des Signals Bü 1

Arbeitet die Anlage nach Befahren des Einschaltkontaktes ordnungsgemäß wird das Signal Bü 1 gezeigt:
- Ein blinkendes weißes Licht über einer runden gelben Scheibe in einer gelben Umrahmung über einem schwarz-weiß schräg gestreiften Mastschild (in der Regel im Bereich der ehemaligen Deutschen Bundesbahn) oder
- ein weißes Licht über zwei waagerecht angeordneten gelben Lichtern bzw. rückstrahlenden Scheiben über einem schwarz-weiß schräg gestreiften Mastschild (in der Regel im Bereich der ehemaligen Deutschen Reichsbahn; bei Gültigkeit für mehrere Bahnübergänge mit zwei Mastschildern nebeneinander, insofern keine Bü-Ankündetafeln und Bü-Kennzeichentafeln aufgestellt sind) oder
- ein blinkendes weißes Licht über einem schwarz-weiß schräg gestreiften Mastschild (nur im Bereich der ehemaligen Deutschen Bundesbahn) oder
- ein blinkendes weißes Licht über einem gelben Licht und einem schwarz-weiß schräg gestreiften Mastschild (nur im Bereich der ehemaligen Deutschen Bundesbahn).

Kennzeichnung eines Überwachungssignalwiederholers

Scheiben, Umrahmungen und Mastschilder der Überwachungssignale sind in der Regel rückstrahlend. Ändert sich das Signalbild nach Befahren des Einschaltkontaktes nicht auf Bü 1, muss der Triebfahrzeugführer vor dem Bahnübergang halten und die Anlage nach gültigem Regelwerk manuell sichern. Ein vor dem betreffenden Bahnübergang wiederholtes Überwachungssignal, beispielsweise wegen eines Haltepunktes in der Einschaltstrecke, wird Überwachungssignalwiederholer genannt und ist durch eine weiß umrandete schwarze quadratische Tafel mit runder weißer Scheibe gekennzeichnet.
Im Fall einer ÜSOE-Anlage wird die Funktionsfähigkeit der Bahnübergangssicherungsanlage laufend geprüft. Ist der Bahnübergang funktionsfähig, leuchtet Bü 1 dauerhaft.

### Österreich

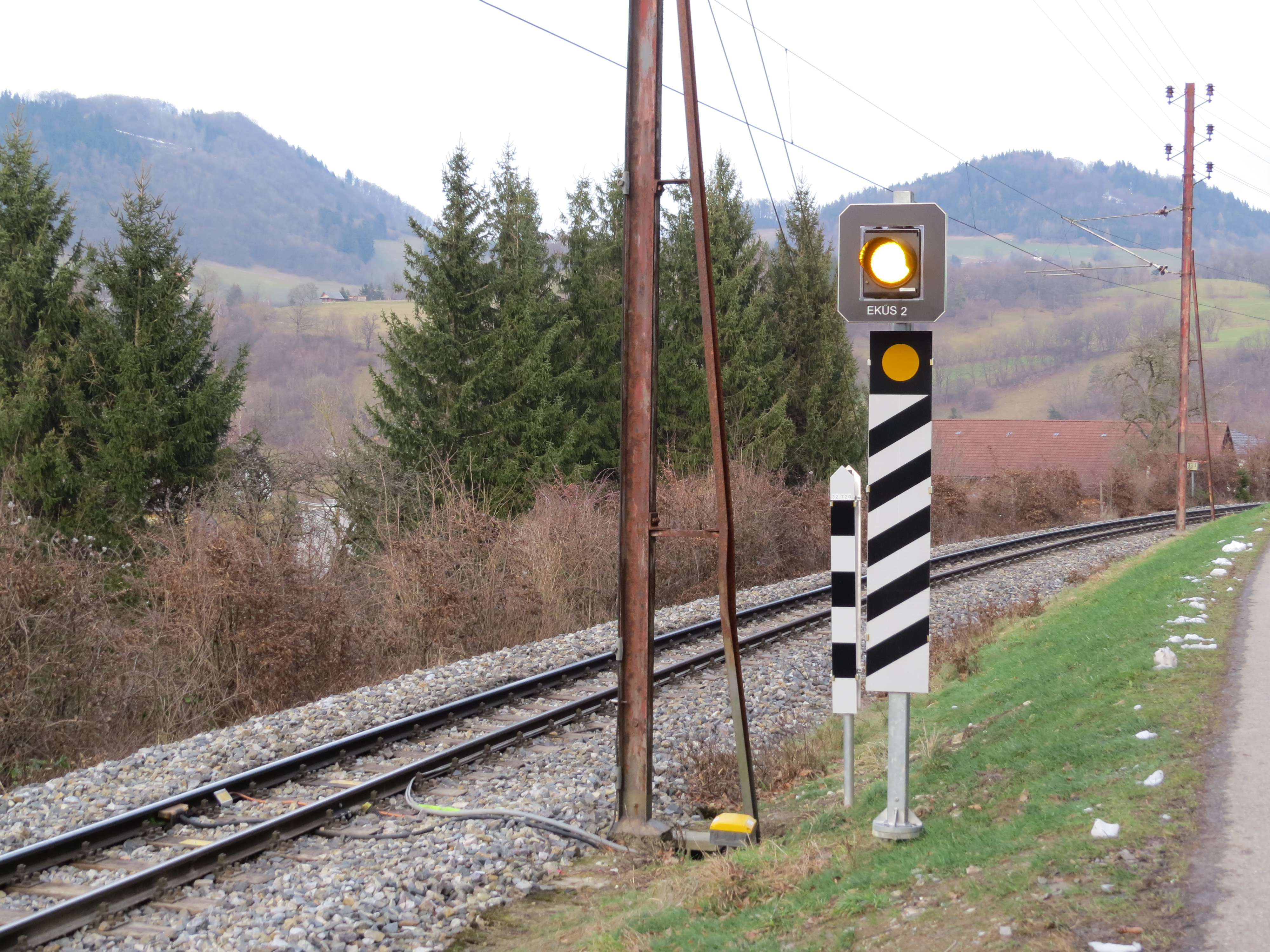
Eisenbahnkreuzungsüberwachungssignal zeigt Signal „Eisenbahnkreuzung befahren erlaubt“

In Österreich zeigt das Eisenbahnkreuzungsüberwachungssignal (EKÜS) ein gelbes Blinklicht auf schwarzer quadratischer Tafel, wenn die Eisenbahnkreuzung (EK) befahren werden darf. Der Signalmast besitzt schräg nach rechts steigende schwarze Streifen auf weißem rückstrahlendem Grund und darüber eine gelbe Rückstrahlfläche. Ein bei Annäherung nicht aufleuchtendes Blinklicht bedeutet „Eisenbahnkreuzung befahren nicht erlaubt“.
Ist innerhalb der Schaltstrecke ein Halt vorgesehen, wird das Eisenbahnkreuzungsüberwachungssignal wiederholt. Gilt es für mehrere Eisenbahnkreuzungen, wird am Mast eine rechteckige weiße rückstrahlende Tafel mit schwarzer Aufschrift mit der Anzahl der Eisenbahnkreuzungen angebracht. Nach der letzten Eisenbahnkreuzung ist eine rechteckige weiße rückstrahlende Tafel mit schwarzer Aufschrift „EK“ mit diagonal von links nach rechts steigender roter Durchstreichung angebracht. Bei wiederholten Eisenbahnkreuzungsüberwachungssignalen wird die Anzahl der noch folgenden Eisenbahnkreuzungen angezeigt.

### Schweiz
In der Schweiz zeigt ein gelb oder weiß blinkendes Kontrolllicht, dass die Bahnüberganganlage eingeschaltet ist bzw. die Schranken geschlossen sind. Zudem kann eine Bahnüberganganlage mit Kontrolllicht durch ein Vorsignal angekündigt werden, das eine dreieckige Form besitzt und drei schwarze Punkte in Form eines „A“ auf weißem Grund zeigt.
Das Kontrolllicht besteht aus einer rechteckigen schwarzen Tafel mit weißem Rand und kann unterhalb durch einen schwarz-weißen Balken markiert sein; ältere Signale können auch eine dreieckige Form wie die des Vorsignales besitzen. Überwacht das Kontrolllicht mehr als eine Bahnüberganganlage, kann es mit einer Zusatztafel ausgerüstet sein, auf der die Anzahl der Bahnüberganganlagen vermerkt ist.
Bei einer gestörten Anlage darf der Bahnübergang mit Schrittgeschwindigkeit befahren werden. Befindet sich vor dem Bahnübergang ein Hauptsignal, muss an diesem das Hilfssignal gezeigt werden, das das Befahren des gestörten Bahnüberganges erlaubt.

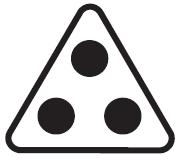
Vorsignal zum Kontrolllicht Bahnüberganganlage
Bahnüberganganlage eingeschaltet
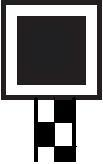
Bahnüberganganlage nicht eingeschaltet

## Rückfallweichen

### Deutschland
In Deutschland zählen Überwachungssignale von Rückfallweichen zu den Nebensignalen und zeigen das Signal Ne 13 – Überwachungssignal einer Rückfallweiche, das sich in Signal Ne 13a („Die Rückfallweiche ist gegen die Spitze befahrbar“) und Signal Ne 13b („Die Rückfallweiche ist gegen die Spitze nicht befahrbar, vor der Weiche halten“) gliedert. Die Signale besitzen einen orangefarbenen waagerechten Streifen über einem orange-weiß schräg gestreiften Mastschild und zeigen bei Signal Ne 13a ein weißes Licht, bei Signal Ne 13b kein Licht. Der orangefarbene Streifen und das Mastschild sind rückstrahlend.
Überwachungssignale von Rückfallweichen in Hauptgleisen werden durch das Signal Ne 12 – Ankündigungsbake angekündigt, das zur Beachtung des folgenden Überwachungssignales auffordert. Bei Signal Ne 13b darf die Rückfallweiche mit Schrittgeschwindigkeit befahren werden, nachdem die Befahrbarkeit der Weiche festgestellt wurde. Gilt das Überwachungssignal für mehrere Rückfallweichen, die gegen die Spitze befahren werden, wird dies am Mastschild des Signals durch eine schwarze Ziffer angezeigt. In der ursprünglichen Ausführung der Deutschen Reichsbahn zeigten die Überwachungssignale zwei Lichter bei Befahrbarkeit (früher Signal So 18a) und ein Licht, wenn vor der Weiche zu halten war (früher Signal So 18b). Die Ankündigungsbake trug die Kurzbezeichnung So 17.

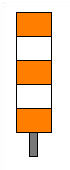
Signal Ne 12
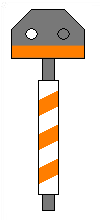
Signal Ne 13a (entspricht der früheren Darstellungsform von Signal So 18b)
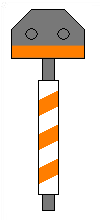
Signal Ne 13b
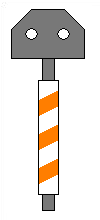
Signal So 18a (frühere Darstellungsform von Signal Ne 13a)

### Österreich
In Betriebsstellen mit Rückfallweichen zeigt ein Weichenüberwachungssignal die Grundstellung aller gegen die Spitze befahrenen Rückfallweichen an. Das Signal besteht aus einem blauen Licht auf einem rückstrahlenden rot und weiß schräggestreiften Signalschild. Es befindet sich unterhalb der Trapeztafel oder an einem schwarz und weiß schräg gestreiften Pflock in Bremsweglänge vor der ersten zu befahrenden Rückfallweiche. Vor einer Trapeztafel, die mit einem Weichenüberwachungssignal ausgestattet ist, befindet sich auf Bremsweglänge eine Kreuztafel, die im oberen Segment mit einer blauen Rückstrahlfläche ergänzt ist.